# Llaneilian
Llaneilian è un villaggio costiero, parrocchia e comunità del Galles nel nord-est di Anglesey. La chiesa di Llaneilian è dedicata a San Eilian; è una delle chiese più antiche dell'isola. Nelle vicinanze si trova [Trwyn Eilian (Point Lynas) con il suo faro e la baia di Porth Eilian. Nelle vicinanze c'era un mulino a vento chiamato Felin Eilian. All'interno della comunità si trova la vecchia parrocchia ecclesiastica di Llanwenllwyfo, con la sua vecchia chiesa in rovina e la sua nuova chiesa.
La comunità di Llaneilian comprende il villaggio di Penysarn, nonché lo stesso Llaneilian e Ynys Dulas. La popolazione della comunità nel 2001 era di 1.192.